# سینکار
سینکار (به لاتین: Cincar) یک کوه در بوسنی و هرزگوین است. سینکار ۲٬۰۰۶ متر بالاتر از سطح دریا واقع شده‌است.